# Томье
Томье́ (фр. Thaumiers) — коммуна во Франции, находится в регионе Центр. Департамент — Шер. Входит в состав кантона Шарантон-дю-Шер. Округ коммуны — Сент-Аман-Монтрон.
Код INSEE коммуны — 18261.

## География
Коммуна расположена приблизительно в 230 км к югу от Парижа, в 135 км юго-восточнее Орлеана, в 36 км к юго-востоку от Буржа.
Вдоль западной и южной границ коммуны протекает река Орон.

## Население
Население коммуны на 2008 год составляло 416 человек.
| 1962 | 1968 | 1975 | 1982 | 1990 | 1999 | 2008 |
| ---- | ---- | ---- | ---- | ---- | ---- | ---- |
| 487  | 512  | 427  | 397  | 383  | 382  | 416  |

## Экономика
Основу экономики составляют лесное и сельское хозяйство.
В 2007 году среди 238 человек в трудоспособном возрасте (15-64 лет) 155 были экономически активными, 83 — неактивными (показатель активности — 65,1 %, в 1999 году было 62,9 %). Из 155 активных работали 140 человек (81 мужчина и 59 женщин), безработных было 15 (7 мужчин и 8 женщин). Среди 83 неактивных 20 человек были учениками или студентами, 37 — пенсионерами, 26 были неактивными по другим причинам.

## Достопримечательности
- Церковь Сен-Сатюрнен[фр.] (XII век). Исторический памятник с 1911 года[3]
  - Заалтарный образ «Христос и апостолы» (XVI век). Исторический памятник с 1892 года[4]
- Замок Форе (XV век). Исторический памятник с 1979 года[5]